# Oscarsgalan 2000
Oscarsgalan 2000 var den 72:a upplagan av Academy Awards som belönade insatser inom film från 1999 och sändes från Shrine Auditorium i Los Angeles den 26 mars 2000. Årets värd var skådespelaren Billy Crystal för sjunde gången.

## Vinnare och nominerade
Vinnarna listas i fetstil.
| Bästa film | Bästa regi |
| --- | --- |

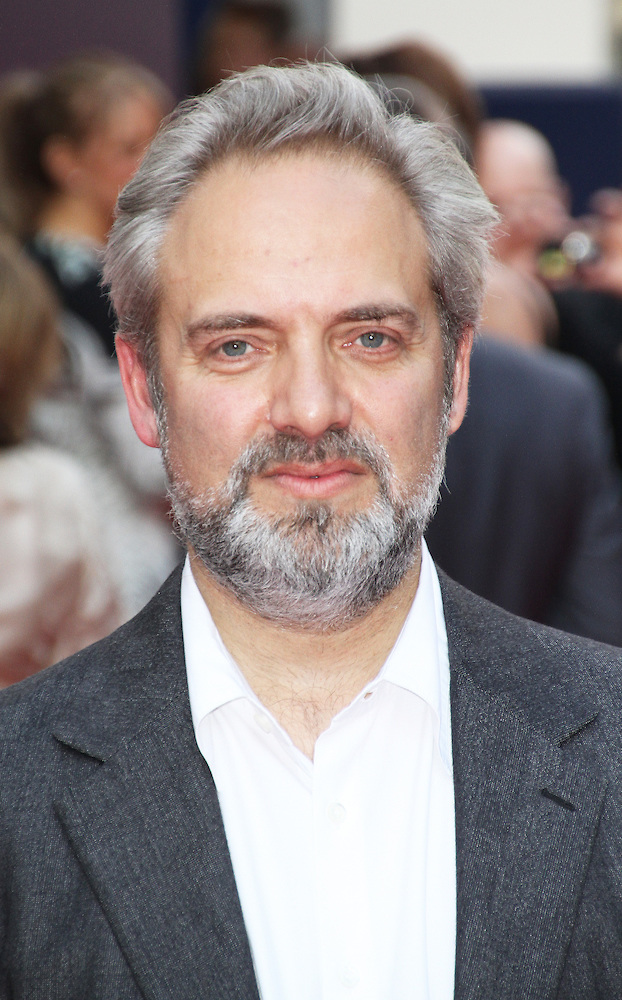
Sam Mendes
Bästa regi

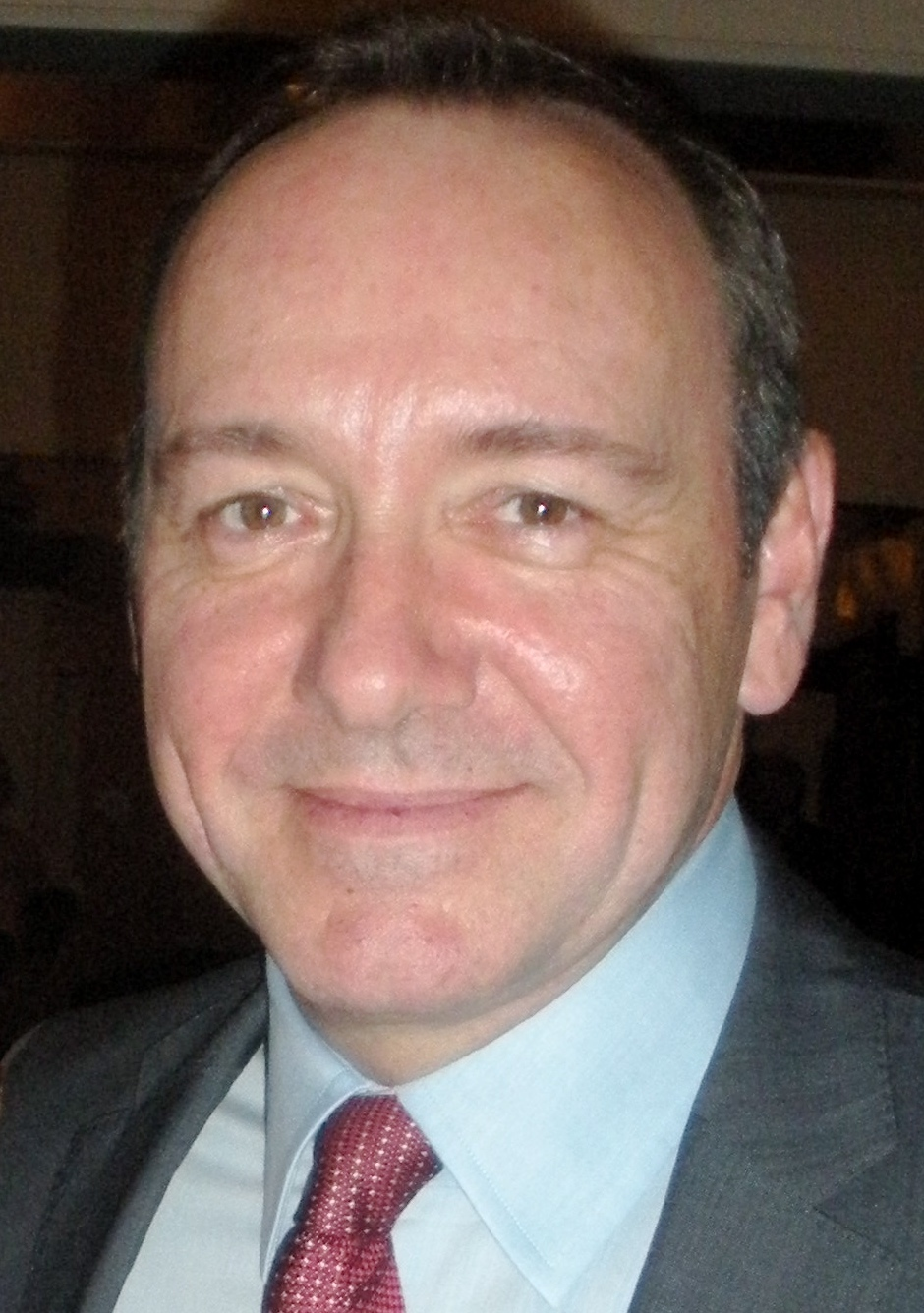
Kevin Spacey
Bästa manliga huvudroll

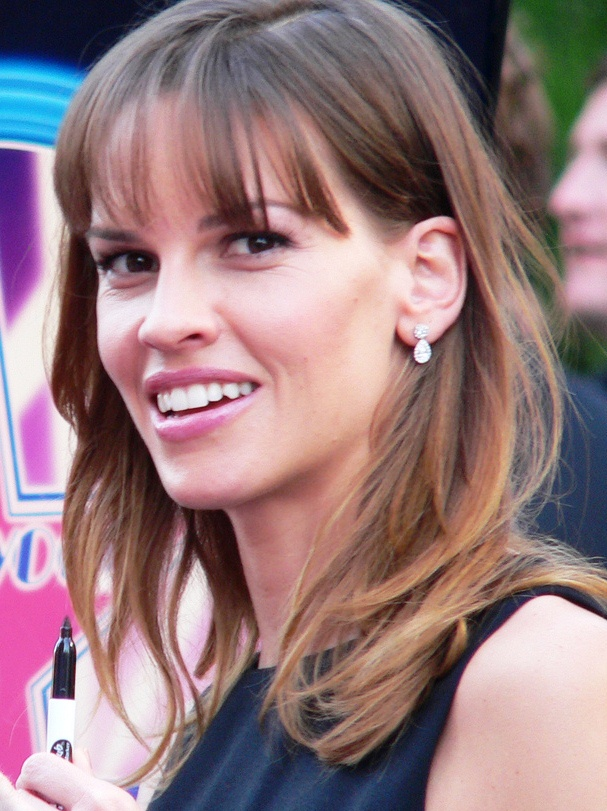
Hilary Swank
Bästa kvinnliga huvudroll

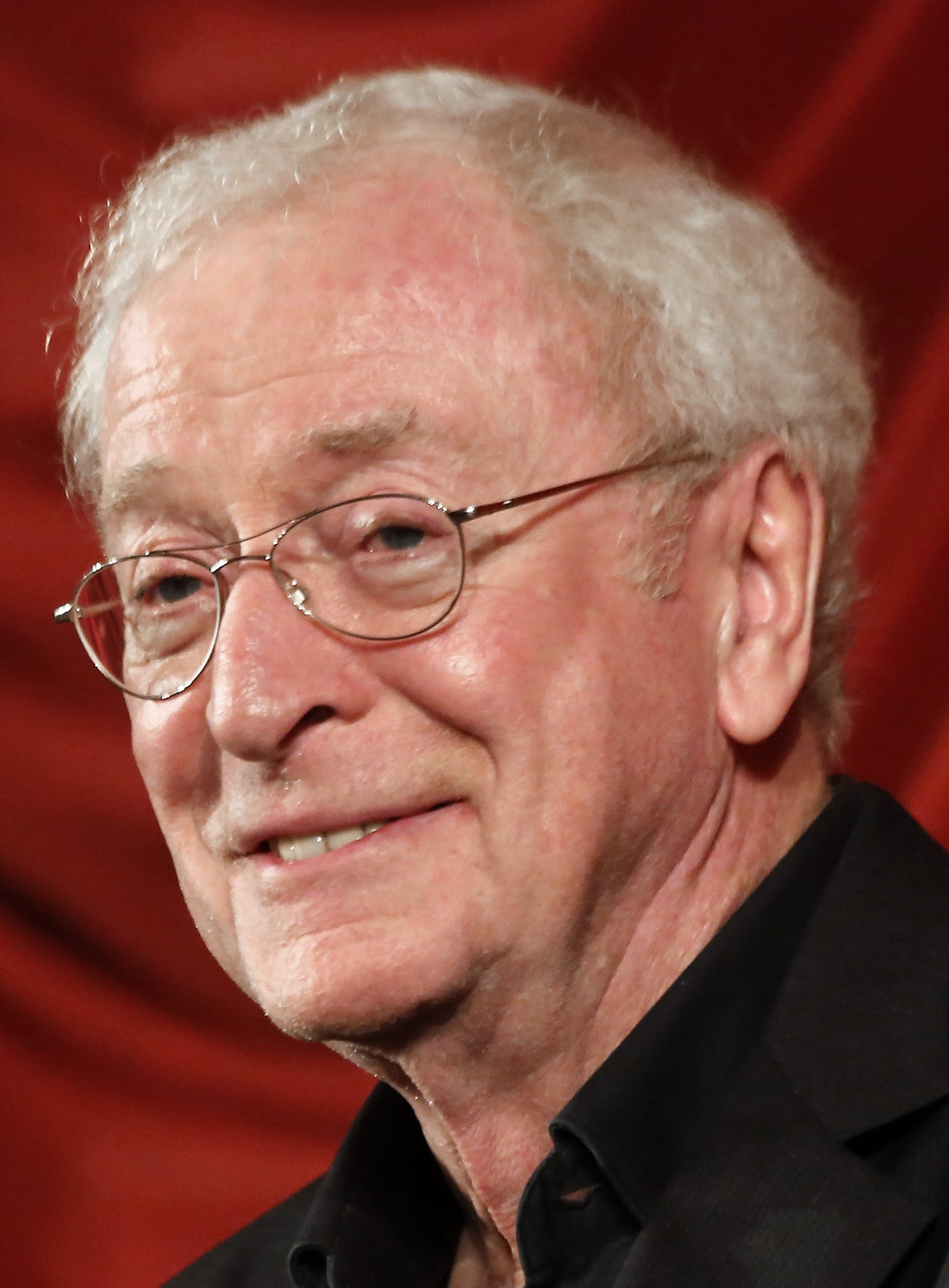
Michael Caine
Bästa manliga biroll

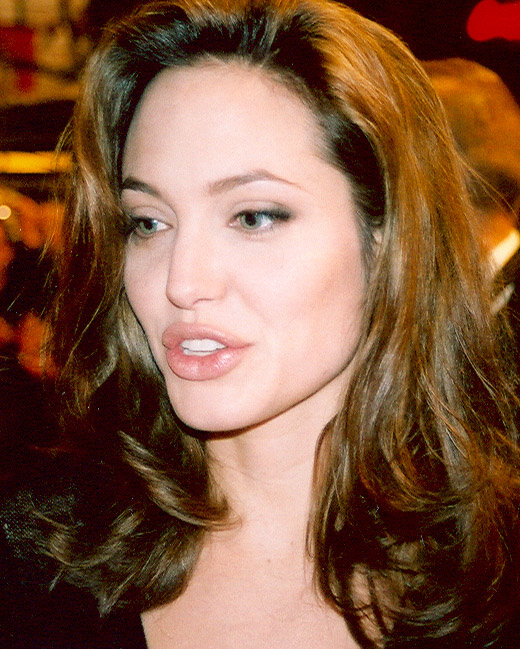
Angelina Jolie
Bästa kvinnliga biroll

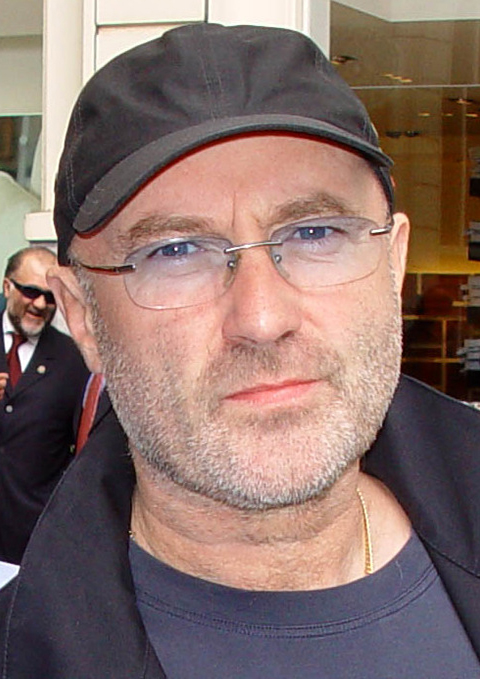
Phil Collins
Bästa sång

| - American Beauty – Bruce Cohen och Dan Jinks - Ciderhusreglerna – Richard N. Gladstein - Den gröna milen – David Valdes och Frank Darabont - Insider – Michael Mann och Pieter Jan Brugge - Sjätte sinnet – Frank Marshall, Kathleen Kennedy och Barry Mendel                              | - Sam Mendes – American Beauty - Spike Jonze – I huvudet på John Malkovich - Lasse Hallström – Ciderhusreglerna - Michael Mann – Insider - M. Night Shyamalan – Sjätte sinnet |
| Bästa manliga huvudroll | Bästa kvinnliga huvudroll |
| - Kevin Spacey – American Beauty - Russell Crowe – Insider - Richard Farnsworth – The Straight Story - Sean Penn – Dur och moll - Denzel Washington – The Hurricane | - Hilary Swank – Boys Don't Cry - Annette Bening – American Beauty - Janet McTeer – Tumbleweeds - Julianne Moore – Slutet på historien - Meryl Streep – Music of the Heart |
| Bästa manliga biroll | Bästa kvinnliga biroll |
| - Michael Caine – Ciderhusreglerna - Tom Cruise – Magnolia - Michael Clarke Duncan – Den gröna milen - Jude Law – The Talented Mr. Ripley - Haley Joel Osment – Sjätte sinnet | - Angelina Jolie – Stulna år - Toni Collette – Sjätte sinnet - Catherine Keener – I huvudet på John Malkovich - Samantha Morton – Dur och moll - Chloë Sevigny – Boys Don't Cry |
| Bästa originalmanus | Bästa manus efter förlaga |
| - American Beauty – Alan Ball - I huvudet på John Malkovich – Charlie Kaufman - Magnolia – Paul Thomas Anderson - Sjätte sinnet – M. Night Shyamalan - Topsy-Turvy – Mike Leigh | - Ciderhusreglerna – John Irving - Election – Alexander Payne och Jim Taylor - Den gröna milen – Frank Darabont - Insider – Eric Roth och Michael Mann - The Talented Mr. Ripley – Anthony Minghella |
| Bästa icke-engelskspråkiga film | |
| - Allt om min mamma (Spanien) - Under solen (Sverige) - Solomon & Gaenor (Storbritannien) - Väst-öst (Frankrike) - Himalaya (Nepal) | |
| Bästa dokumentär | Bästa kortfilmsdokumentär |
| - En dag i september – Arthur Cohn och Kevin Macdonald - Buena Vista Social Club – Wim Wenders och Ulrich Felsberg - Genghis Blues – Roko Belic och Adrian Belic - On the Ropes – Nanette Burstein och Brett Morgen - Speaking in Strings – Paola di Florio och Lilibet Foster              | - King Gimp – Susan Hannah Hadary och William A. Whiteford - Eyewitness – Bert Van Bork - The Wildest Show in the South: The Angola Prison Rodeo – Simeon Soffer och Jonathan Stack |
| Bästa kortfilm | Bästa animerade kortfilm |
| - My Mother Dreams the Satan's Disciples in New York – Barbara Schock och Tammy Tiehel - Bror, min bror – Henrik Ruben Genz och Michael W. Horsten - Killing Joe – Mehdi Norowzian och Steve Wax - Kleingeld – Marc-Andreas Bochert och Gabriele Lins - Stora & små mirakel – Marcus Olsson | - The Old Man and the Sea – Aleksandr Petrov - Humdrum – Peter Peake - My Grandmother Ironed the King's Shirts – Torill Kove - 3 Misses – Paul Driessen - When the Day Breaks – Wendy Tilby och Amanda Forbis |
| Bästa filmmusik | Bästa sång |
| - Den röda fiolen – John Corigliano - American Beauty – Thomas Newman - Ängeln på sjunde trappsteget – John Williams - Ciderhusreglerna – Rachel Portman - The Talented Mr. Ripley – Gabriel Yared                                                                                          | - "You'll Be in My Heart" från Tarzan – Musik och Text av Phil Collins - "Blame Canada" från South Park: Bigger Longer & Uncut – Musik och Text av Trey Parker och Marc Shaiman - "Music of My Heart" från Music of the Heart – Musik och Text av Diane Warren - "Save Me" från Magnolia – Musik och Text av Aimee Mann - "When She Loved Me" från Toy Story 2 – Musik och Text av Randy Newman |
| Bästa ljudredigering | Bästa ljud |
| - Matrix – Dane A. Davis - Fight Club – Ren Klyce och ichard Hymns - Star Wars: Episod I – Det mörka hotet – Ben Burtt och Tom Bellfort | - Matrix – John T. Reitz, Gregg Rudloff, David E. Campbell och David Lee - Den gröna milen – Robert J. Litt, Elliot Tyson, Michael Herbick och Willie D. Burton - Insider – Andy Nelson, Doug Hemphill och Lee Orloff - Mumien – Leslie Shatz, Chris Carpenter, Rick Kline och Chris Munro - Star Wars: Episod I – Det mörka hotet – Gary Rydstrom, Tom Johnson, Shawn Murphy och John Midgley  |
| Bästa scenografi | Bästa foto |
| - Sleepy Hollow – Rick Heinrichs och Peter Young - Anna och kungen – Luciana Arrighi och Ian Whittaker - Ciderhusreglerna – David Gropman och Beth A. Rubino - The Talented Mr. Ripley – Roy Walker och Bruno Cesari - Topsy-Turvy – Eve Stewart och John Bush                              | - American Beauty – Conrad L. Hall - Slutet på historien – Roger Pratt - Insider – Dante Spinotti - Sleepy Hollow – Emmanuel Lubezki - Snö faller på cederträden – Robert Richardson |
| Bästa smink | Bästa kostym |
| - Topsy-Turvy – Christine Blundell och Trefor Proud - Austin Powers: The Spy Who Shagged Me – Michèle Burke och Mike Smithson - 200-årsmannen – Greg Cannom - Life – Rick Baker | - Topsy-Turvy – Lindy Hemming - Anna och kungen – Jenny Beavan - Sleepy Hollow – Colleen Atwood - The Talented Mr. Ripley – Ann Roth och Gary Jones - Titus – Milena Canonero |
| Bästa klippning | Bästa specialeffekter |
| - Matrix – Zach Staenberg - American Beauty – Tariq Anwar och Christopher Greenbury - Ciderhusreglerna – Lisa Zeno Churgin - Insider – William Goldenberg, Paul Rubell och David Rosenbloom - Sjätte sinnet – Andrew Mondshein                                                              | - Matrix – John Gaeta, Janek Sirrs, Steve Courtley och Jon Thum - Star Wars: Episod I – Det mörka hotet – John Knoll, Dennis Muren, Scott Squires och Rob Coleman - Stuart Little – John Dykstra, Jerome Chen, Henry F. Anderson III och Eric Allard |

### Heders-Oscar
- Andrzej Wajda

### Irving G. Thalberg Memorial Award
- Warren Beatty

### Filmer med flera nomineringar
- 8 nomineringar: American Beauty
- 7 nomineringar: Ciderhusreglerna och Insider
- 6 nomineringar: Sjätte sinnet
- 5 nomineringar: The Talented Mr. Ripley
- 4 nomineringar: Den gröna milen, Matrix och Topsy-Turvy
- 3 nomineringar: I huvudet på John Malkovich, Magnolia, Sleepy Hollow och Star Wars: Episod I – Det mörka hotet
- 2 nomineringar: Anna och kungen, Boys Don't Cry, Dur och moll, Music of the Heart och Slutet på historien

### Filmer med flera vinster
- 5 vinster: American Beauty
- 4 vinster: Matrix
- 2 vinster: Ciderhusreglerna och Topsy-Turvy

### Sveriges bidrag
Sverige skickade in Under solen till galan som det svenska bidraget för priset i kategorin Bästa icke-engelskspråkiga film. Den blev nominerad men vann inte priset.